# Halina Cichoż-Lach
Halina Cichoż-Lach – polska gastrolog, dr hab., profesor i kierownik Katedry i Kliniki Gastroenterologii z Pracownią Endoskopową Wydziału Lekarskiego Uniwersytetu Medycznego w Lublinie.

## Życiorys
W 1991 obroniła pracę doktorską Wieloletnie kliniczne, biochemiczne i immunologiczne obserwacje przewlekłego aktywnego zapalenia wątroby HBsAg/+/, następnie uzyskała stopień doktora habilitowanego. 7 sierpnia 2012 nadano jej tytuł profesora w zakresie nauk medycznych. Została zatrudniona na stanowisku profesora nadzwyczajnego w  Katedrze i Klinice Gastroenterologii z Pracownią Endoskopową na II Wydziale Lekarskim z Oddziałem Anglojęzycznym Uniwersytetu Medycznego w Lublinie.
Piastuje funkcję profesora i kierownika Katedry i Kliniki Gastroenterologii z Pracownią Endoskopową Wydziału Lekarskiego Uniwersytetu Medycznego w Lublinie.
Jest mężatką, mąż jest pracownikiem naukowo-dydaktycznym Politechniki Lubelskiej. Ma dwoje dzieci: córkę i syna.